# Erik Verlinde

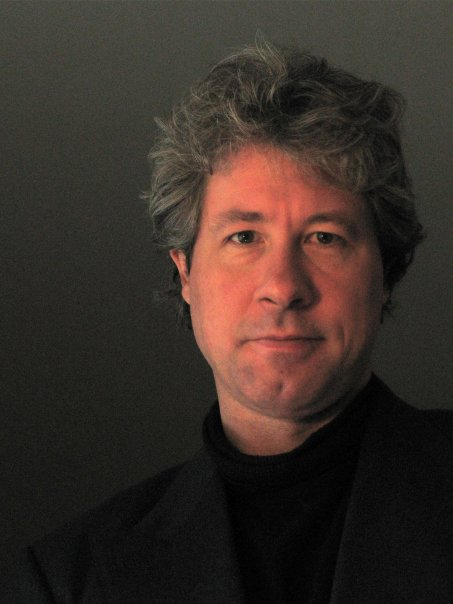
Erik Verlinde, 2009

Erik Peter Verlinde (* 21. Januar 1962 in Woudenberg) ist ein niederländischer Physiker, der sich mit Stringtheorie, Quantengravitation und Konformen Feldtheorien befasst.

## Leben
Verlinde besuchte das Gymnasium in Utrecht und studierte dann ab 1980 an der Universität Utrecht, wo er bei Gerardus ’t Hooft und Bernard de Wit studierte und 1988 promoviert wurde („Conformal field theory and its application to strings“). Danach war er bis 1993 am Institute for Advanced Study bei Edward Witten, wo er an Quantengravitation und Stringtheorie arbeitete. Danach war er an der Theorieabteilung des CERN und unterrichtete gleichzeitig an der Universität Utrecht. 1999 wurde er Professor an der Princeton University. Er ist seit 2002 Professor an der Universität Amsterdam, wo er mit Jan de Boer und Robbert Dijkgraaf seit 2003 eine Stringtheoriegruppe leitet.
Von ihm stammt die Verlindeformel in der konformen Feldtheorie, die er in seiner Dissertation entwickelte, und die Verlindealgebra.
2009 entwickelte er das Konzept der Gravitation als Entropie-Kraft (Entropische Gravitation), das auf einer thermodynamischen Interpretation der Gravitation von Ted Jacobson (1995) beruht.
1992 wurde er Forschungsstipendiat der Alfred P. Sloan Foundation (Sloan Research Fellow).
Er ist der Zwillingsbruder des Stringtheoretikers Herman Verlinde, mit dem er auch zusammenarbeitete.